# Rijksbeschermd gezicht Velp - Villapark Overbeek
Gezicht Velp - Villapark Overbeek is een van rijkswege beschermd dorpsgezicht in Velp in de Nederlandse provincie Gelderland. De procedure voor aanwijzing werd gestart op 24 november 2005. Het gebied werd op 28 december 2011 definitief aangewezen. Het beschermd gezicht beslaat een oppervlakte van 12,1 hectare.
Panden die binnen een beschermd gezicht vallen krijgen niet automatisch de status van beschermd monument. Wel zal de gemeente het bestemmingsplan aanpassen om nieuwe ontwikkelingen in het gebied te reguleren. De gezichtsbescherming richt zich op de stedenbouwkundige en cultuurhistorische waardering van een gebied en wil het toekomstig functioneren daarvan veiligstellen.